# Fontenille
Fontenille é uma comuna francesa na região administrativa da Nova Aquitânia, no departamento de Charente. Estende-se por uma área de 9,52 km². Em 2010 a comuna tinha 333 habitantes (densidade: 35 hab./km²).